# Pirates of the Caribbean: The Legend of Jack Sparrow
 Pirates of the Caribbean: The Legend of Jack Sparrow (рус. Пираты Карибского моря: Легенда Джека Воробья) — игра, выпущенная студией Bethesda Softworks 28 июня 2006 года на PC и на PlayStation 2.

## Сюжет
Игра начинается с того, что Джек Воробей и Уилл Тернер пытаются украсть некий объект из испанской крепости в Панаме. Их дважды пресекали и захватили. Перед виселицей Джек начинает пересказывать некоторые из его историй Уиллу Тернеру, хотя и преувеличено и не совсем честно. Эти истории о том, как Джек захватил порт Нассау без единого выстрела, как он бежал с необитаемого острова на спинах морских черепах (то, что он никак не мог доказать в первом фильме), как он воевал с китайской колдуньей по имени госпожа Тан, встречал Легион замороженных норвежских воинов, побывал в Арктике, а также полный пересказ «Проклятия „Черной жемчужины“», в комплекте с эпизодами, которые никогда не происходили, и с линиями, которых не было в сюжете фильма.

## Особенности игры
- Игра за Джека Воробья, Уилла Тернера и Элизабет Суонн.
- Смертельные атаки, комбинированные движения и возможность модернизировать ваше оружие.
- Помимо действий, есть множество головоломок, которые нужно решить.
- 6 слайд-шоу при находке 24 кусков карты.
- 24 уровня.
- 13 боссов.
- Дополнительная опция для включения второго игрока.

## Оценки
| Сводный рейтинг    | Сводный рейтинг | Сводный рейтинг |
| Издание            | Оценка          | Оценка          |
| Издание            | PC              | PS2             |
| ------------------ | --------------- | --------------- |
| GameRankings       | 48,80 %         | 53,58 %         |
| Metacritic         | 49/100          | 51/100          |
| Иноязычные издания |                 |                 |
| Издание            | Оценка          | Оценка          |
| Издание            | PC              | PS2             |
| EGM                | N/A             | 5,67/10         |
| Eurogamer          | N/A             | 3/10            |
| Game Informer      | N/A             | 5,75/10         |
| GamePro            | N/A             | 3,25/5          |
| GameRevolution     | N/A             | D+              |
| GameSpot           | 6,2/10          | N/A             |
| GameSpy            | N/A             | [ 11 ]          |
| GameTrailers       | N/A             | 5/10            |
| GameZone           | N/A             | 5,4/10          |
| IGN                | 5/10            | 5,5/10          |
| OPM                | N/A             | [ 16 ]          |
| PC Gamer (US)      | 63 %            | N/A             |
| The A.V. Club      | C−              | C−              |

Игра получила смешанные отзывы, согласно сайтам агрегации рецензий, Metacritic и GameRankings.